# Christian Julius de Meza

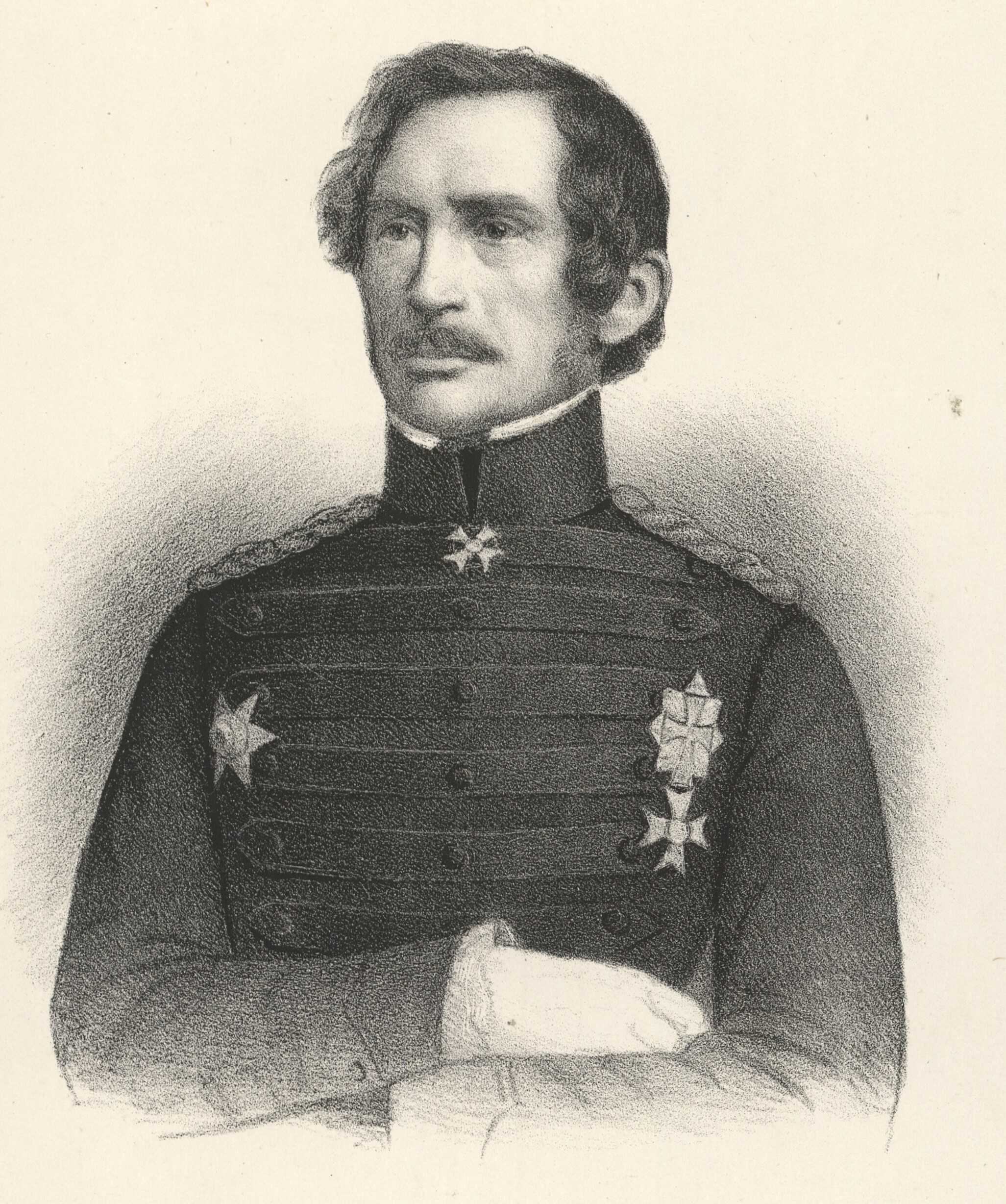
Christian Julius de Meza

Christian Julius de Meza (* 14. Januar 1792 in Helsingør; † 18. September 1865 in Kopenhagen) war ein dänischer Generalleutnant. De Meza war zu Beginn des Deutsch-Dänischen Krieges 1864 Oberbefehlshaber des dänischen Feldheeres.

## Familie und Herkunft
Der Ursprung der Familie geht auf sephardische Spanier zurück, die von der iberischen Halbinsel vertrieben wurden und im liberalen Amsterdam Zuflucht fanden. De Mezas Großvater väterlicherseits, der Arzt und Sohn eines Rabbiners Christian Julius Frederik de Meza (1727–1800), war 1753 aus den Niederlanden nach Kopenhagen ausgewandert. Dieser war der Vater des Arztes, Stadtphysicus' und Justizrates Christian Jacob Theophilus de Meza (1756–1844), der mit seiner Gattin Anna Henriette, geb. Lund (1768–1825), Christian Julius de Meza zeugte. Die Ehe seiner Eltern wurde später geschieden und sein Vater heiratete 1814 Anne Marie Prip (1783–1862). Christian de Meza heiratete am 17. Juni 1821 in Frederiksværk Elisabeth Birgitte Tscherning (1793–1861), Tochter des Offiziers und Inspekteurs der Fabriken in Frederiksværk, Eilert Tscherning (1767–1832) und dessen Gattin Marie, geb. Lützow (1767–1830).

## Leben

### Die Kalte-Luft-Phobie

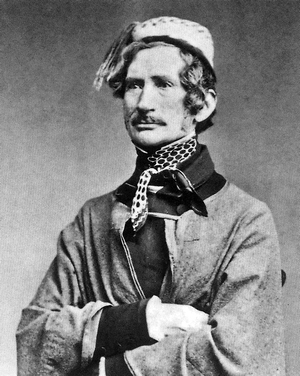
Ch.J. de Meza mit Fez und Schlafmantel über der Uniform

De Meza galt als Hypochonder oder zumindest als Exzentriker. Der Hang dazu nahm im Alter ständig zu: Jeden Tag spielte er Klavier und Gitarre, er komponierte selbst und man konnte ihn auch singen hören. Er war sprachlich gewandt und las französische, deutsche, italienische, englische und niederländische Bücher.
Obwohl er ein freundlicher Mann war, machte er sich einen Spaß daraus, seine Schüler in der Artillerieschule zur Strafe mit Kreide zu beschmieren. Seine besondere Exzentrizität war seine Phobie vor kalter Luft und dem Luftzug. Er war davon überzeugt, dass es schädlich sei, kalte Luft einzuatmen. Wenn er einen Raum betrat, musste er sich zunächst akklimatisieren. Im Winter steckte er seinen Kopf hinter den Kachelofen, um einen Haarschopf zu erwärmen, so der Militärhistoriker Knud Christian Rockstroh. Wenn man sein Kontor besuchen wollte, musste man sich durch ein Labyrinth von Möbeln winden, die er zwischen Tür und Schreibtisch aufstellte, in der Absicht, dass der Besucher die kalte Luft abgeschüttelt hatte, bis er ihn erreichte. Im hohen Alter verließ er sein Büro kaum noch und war mit einem Schlafrock über der Uniform und mit einem türkischen Fez auf dem Kopf bekleidet.

### Bis 1864
De Meza trat 1806 dem Artilleriekadetteninstitut in Kopenhagen als Kadett bei. Als Kopenhagen im September 1807 von den Briten eingekesselt und bombardiert wurde, nahm er als Stückjunker an der Verteidigung der Stadt teil. 1810 bekam er sein Offizierspatent und 1811 absolvierte er den Generalstabslehrgang.
In der anschließenden langen Zeit des Friedens unterrichtete de Meza bis 1842 Geschichte, Geographie, Deutsch und Französisch am Artillerieinstitut und an der Königlich Militärischen Hochschule. Ab 1842 leistete er im Rang eines Majors praktischen Dienst bei einem Artillerieregiment.
Im Laufe der Jahre entwickelte de Meza eine Reihe von Eigenheiten, darunter eine beinahe krankhafte Angst vor Kälte, Nässe und Zug. Auch mit seinen Manieren und seiner Kleidung fiel er auf, was ihn unter seinen Kollegen und Schülern sowie in der Kopenhagener Bürgerschaft zu einem Ziel von Spott und Gelächter machte. De Meza hatte eine Sprachbegabung und verwendete viel Zeit auf sprachliche Studien. Außerdem war er künstlerisch begabt, spielte ausgezeichnet Klavier und Gitarre, komponierte kleinere Stücke, die sich – seiner eigenen Auffassung nach – mit denen von Beethoven messen konnten, und zeichnete auch sehr gut. Dass er so viel Zeit auf außerdienstlichen Angelegenheiten verwendete, führte zusammen mit den genannten Besonderheiten dazu, dass seine militärische Karriere nur langsam voranschritt.
Als im März 1848 die Schleswig-Holsteinische Erhebung und damit der erste Deutsch-Dänische Krieg ausbrach, war de Meza der dienstälteste Artillerieoffizier, und wurde, obwohl er nicht als feldtauglich angesehen wurde, von Kriegsminister Anton Frederik Tscherning – seinem Schwager – zum leitenden Artillerieoffizier beim Armeehauptquartier ernannt. Überraschend erwies er sich als ein kaltblütiger, persönlich tapferer und beschlussfähiger Offizier mit einem guten Überblick über den Kampfplatz. Bereits im ersten Kriegsjahr wurde er zum Oberst befördert und als Kommandeur einer Infanteriebrigade eingesetzt. Im April 1849 wurde er als charakterisierter Generalmajor Befehlshaber der auf der Ostseeinsel Alsen zusammengezogenen Streitkräfte. Mit einer Brigade nahm er darauf am 6. Juli 1849 am Ausfall aus der Festung Fredericia teil. Seine Führung zu Pferd in vorderster Linie verlieh ihm einen Heldenstatus und bewirkte die Ernennung zum wirklichen Generalmajor. In der Schlacht bei Idstedt am 24. Juli 1850 übernahm er das Kommando über die zersplitterte 2. Division, nachdem der Divisionskommandeur General Friderich Adolph Schleppegrell gefallen war. Seine Führung war ausschlaggebend für den dänischen Sieg.
Nach Beendigung des Krieges wurde er zum Generalinspektor der Artillerie ernannt. 1858 ging er nach Flensburg als kommandierender General in Schleswig, Jütland und Fünen. 1860 wurde er zum Generalleutnant ernannt.

### Deutsch-Dänischer Krieg und Tod

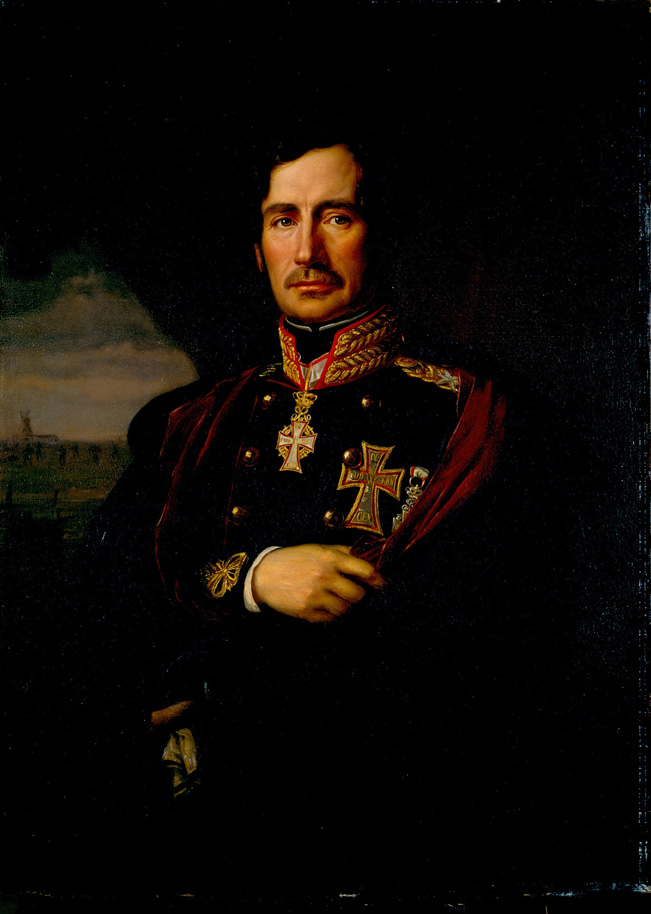
De Meza im Jahre 1860

Als 1863 wieder ein Deutsch-Dänischer Krieg drohte, wurde der 72-jährige de Meza als Oberbefehlshaber an die Spitze des dänischen Feldheeres gestellt. Sein Gegner war der 80-jährige preußische Generalfeldmarschall von Wrangel. Am 31. Januar 1864 empfing der in seinem Hauptquartier dem Prinzenpalais die Mitteilung Wrangels. Kurz nach Ausbruch des Krieges am 1. Februar 1864 räumte de Meza, ohne zuerst politische Rückendeckung zu suchen, das Danewerk und zog sich mit der Armee zu den Flankenstellungen in Düppel und Fredericia zurück. Nur auf diese Weise konnte er seine Truppen vor der Umgehung und Vernichtung durch die Preußen und Österreicher retten. De Meza übergab das Kommando an Generalleutnant Lüttichau, um sich vor Kriegsminister Lundbye für seine Räumung des Danewerks zu rechtfertigen. Trotz Widerstands seitens des Königs wurde de Meza zum Rücktritt als Befehlshaber gezwungen. Am 29. Februar folgte Generalleutnant Gerlach auf de Mezas Posten.
Im folgenden Jahr starb de Meza tief verbittert und bis zuletzt an seiner Verteidigungsschrift arbeitend.
Seine Räumung des Danewerkes im Deutsch-Dänischen Krieg gilt jedoch aus militärhistorischer Sicht als umsichtige Entscheidung. So schreibt der Historiker Olaf Haselhorst:

„Mit seinem rechtzeitigen und strategisch richtigen Entschluß, die dänische Armee aus den Dannewerkstellungen zu retten, hatte General de Meza die verbündeten Streitkräfte [Preußen und Österreich] daran hindern können, einen schnellen und vernichtenden Sieg zu erringen. Er hatte die Armee weitgehend intakt zurückgeführt und somit der dänischen Regierung politische Handlungsoptionen ermöglicht, den Krieg diplomatisch zu beenden.“

## Auszeichnungen
- 1829: Ritterkreuz des Dannebrogordens[2]
- 1848: Dannebrogsmændenes hæderstegn[2]
- 1849: Komtur des Dannebrogordens[2]
- 1850: Großkreuz des Dannebrogordens[2]

## Werke
- Christian Julius de Meza: General de Mezas krigs-dagbøger fra aarene 1849–1851. Reitzel, Kopenhagen 1928.